# A 2018-as birkózó-világbajnokság idővonala
A 2018-as birkózó-világbajnokság idővonala a Budapesten megrendezett birkózó világbajnokság eseményeinek összefoglalója. Az oldal az eseményeket a versenynaponkénti felbontáson túl selejtezőkre, elődöntőkre és döntőkre, valamint súlycsoportonkénti és szakági bontásban tünteti fel.

## A 2018-as birkózó-világbajnokság idővonala

### Első versenynap
Selejtezők: Férfi szabadfogás 61 kg
Az első mérkőzésre a férfi szabadfogás 61-kg-os súlycsoportjában az indiai Sonba Tanaji Gongane és a naurui Lowe Bingham közt került sor. A meccs eredménye az indiai javára 10–0 lett.
A második mérkőzésre a férfi szabadfogás 61-kg-os súlycsoportjában a mongol Tushintulga Tumenbileg és a kirgiz Ulukbek Zoldoshbekov közt került sor. A meccs eredménye a mongol javára 8–6 lett.
A harmadik mérkőzésre a férfi szabadfogás 61-kg-os súlycsoportjában a japán Kazuja Kodzsanagi és a kínai Pingping Zhou közt került sor. A meccs eredménye a japán javára 11–0 lett.
A 61 kg-os Molnár József ellenfele a szenegáli Adama Diatta volt a világbajnokság férfi szabadfogás 61 kg-os súlycsoportjának negyedik meccsén. A szenegáli 10–2 arányban legyőzte a magyar versenyzőt.
A ötödik mérkőzésre a férfi szabadfogás 61-kg-os súlycsoportjában az azeri Parviz Ibrahimov és a kanadai Scott Anthony Josef Schiller közt került sor. A meccs eredménye az azeri javára 8–6 lett.
A hatodik mérkőzésre a férfi szabadfogás 61-kg-os súlycsoportjában az ukrán Ivan Bileicsuk és a kazah Kuat Amirtajev közt került sor. A meccs eredménye az ukrán javára 11–1 lett.
A hetedik mérkőzésre a férfi szabadfogás 61-kg-os súlycsoportjában a fehérorosz Andrei Berkeneu és a dél-koreai Jincseol Kim közt került sor. A meccs eredménye a fehérorosz javára 3–2 lett.